# Bald Island (ö i Falklandsöarna)
Bald Island är en ö i territoriet Falklandsöarna (Storbritannien). Den ligger i västra delen av ögruppen, 210 km väster om huvudstaden Stanley.